# エイドリアン・スミス (バスケットボール)
エイドリアン・ハワード・スミス (Adrian Howard Smith, 1936年10月5日 - ) は、アメリカ男子プロバスケットボールリーグNBAで活躍した元バスケットボール選手。出身地はケンタッキー州ファーミントン。ローマ五輪金メダリスト、1966年のNBAオールスターゲームMVP。
スミスはNBAキャリアの大半をシンシナティ・ロイヤルズで過ごしたが、チームメイトにはオスカー・ロバートソンが居たため、最初の数シーズンは彼のバックアップとしてプレイしていたが、少しずつ出場時間を確保していき、5シーズン目の1965-66シーズンにはキャリアハイとなる平均18.4得点を記録。この年のオールスターにチームメイトのロバートソンとジェリー・ルーカスらと共に出場した。
スミスにとっては初めての、そして唯一のオールスター出場となったが、スミスはこの試合で他のオールスター常連達の誰よりも多くのシュートを打ち、18本中9本のシュートを決めてゲームハイとなる24得点を記録し、イーストチームを勝利に導いた。最終スコア137-94はオールスター史上最大の点差だった。スミスはMVPに選ばれ、オールスターの歴史にその名を刻んだ。
翌1966-67シーズンにはフリースロー成功率90.3%を記録し、リーグ1位にランクされた。1969-70シーズン中にトレードに出され、サンフランシスコ・ウォリアーズに移籍。ラストシーズンはABAのバージニア・スクワイアーズで過ごした。
NBA/ABA通算成績は11シーズン772試合の出場で、8,750得点1,739アシスト、平均11.3得点2.3アシスト、フリースロー成功率83.8%だった。
主な業績
- オールスター出場　1966年
- オールスターMVP　1966年
- フリースロー成功率1位　1967年